# Columbia (New Hampshire)
Columbia ist der Name einer Town im Coös County von New Hampshire. Das U.S. Census Bureau hat bei der Volkszählung 2020 eine Einwohnerzahl von 659 ermittelt.
Das Gebiet wurde 1762 unter dem Namen Preston zum ersten Mal durch den Staat an Siedler vergeben, 1770 als Cockburntown ein weiteres Mal. Beide Namen erhielt es nach Adeligen aus Schottland, Richard Graham, 1. Viscount Preston und Sir James Cockburn.

## Geographie
Columbia liegt am Ostufer des Connecticut River in der Touristenregion „Great North Woods“, die den nördlich der White Mountains gelegenen Teil New Hampshires umfasst. Im Süden grenzt es an Stratford, im Norden an Colebrook und im Osten an die gemeindefreien Gebiete Dixville und Odell. Der westliche Teil ist bergiger, mit dem Blue Mountain mit 1135 Metern als höchstem Punkt der Town. Östlich daran schließt sich das Tal des Simms Stream an, der im Nordwesten in den Connecticut River mündet. Einzelne Ortsteile sind Bungy, Cones, Georges, Meriden Hill und Tinkerville, die zumeist entlang des Connecticut River liegen.

## Geschichte
Die ersten Siedler von 1770 waren Quäker aus Long Island. Sie erfüllten die Bedingungen der Landzuteilung nicht, was zu der erneuten Vergabe der Siedlungsrechte führte. 1811, im Vorfeld des Krieges gegen England, änderte Gouverneur John Langdon den Namen aus Patriotismus in Columbia. Im neunzehnten Jahrhundert waren die Hauptprodukte Stammholz, das über den Connecticut River geflößt wurde, und Ahornsirup. 1859 gab es in Columbia eine Kirche, die Baptisten und Methodisten gemeinsam nutzten, vier Säge-, drei Korn- und eine Stärkemühle sowie zehn Schulbezirke und ein Postamt.

### Bevölkerungsentwicklung
| Volkszählungsergebnisse – Columbia, New Hampshire | Volkszählungsergebnisse – Columbia, New Hampshire | Volkszählungsergebnisse – Columbia, New Hampshire | Volkszählungsergebnisse – Columbia, New Hampshire | Volkszählungsergebnisse – Columbia, New Hampshire | Volkszählungsergebnisse – Columbia, New Hampshire | Volkszählungsergebnisse – Columbia, New Hampshire | Volkszählungsergebnisse – Columbia, New Hampshire | Volkszählungsergebnisse – Columbia, New Hampshire | Volkszählungsergebnisse – Columbia, New Hampshire | Volkszählungsergebnisse – Columbia, New Hampshire |
| Jahr                                              | 1775                                              | 1790                                              | 1800                                              | 1810                                              | 1820                                              | 1830                                              | 1840                                              | 1850                                              | 1860                                              | 1870                                              |
| ------------------------------------------------- | ------------------------------------------------- | ------------------------------------------------- | ------------------------------------------------- | ------------------------------------------------- | ------------------------------------------------- | ------------------------------------------------- | ------------------------------------------------- | ------------------------------------------------- | ------------------------------------------------- | ------------------------------------------------- |
| Einwohner                                         | 14                                                | 34                                                | 139                                               | 142                                               | 281                                               | 442                                               | 620                                               | 762                                               | 798                                               | 752                                               |
| Jahr                                              | 1880                                              | 1890                                              | 1900                                              | 1910                                              | 1920                                              | 1930                                              | 1940                                              | 1950                                              | 1960                                              | 1970                                              |
| Einwohner                                         | 762                                               | 605                                               | 690                                               | 619                                               | 601                                               | 524                                               | 483                                               | 495                                               | 457                                               | 467                                               |
| Jahr                                              | 1980                                              | 1990                                              | 2000                                              | 2010                                              | 2020                                              | 2030                                              | 2040                                              | 2050                                              | 2060                                              | 2070                                              |
| Einwohner                                         | 673                                               | 656                                               | 752                                               | 757                                               | 659                                               |                                                   |                                                   |                                                   |                                                   |                                                   |

## Infrastruktur und Gemeindeeinrichtungen
In Columbia übernehmen Freiwillige die medizinische Notfallversorgung, Wasser- und Abwasserver- und -entsorgung erfolgen, ebenso die Müllabfuhr. Das nächstgelegene Krankenhaus ist in Colebrook. Am Westrand von Columbia entlang des Connecticut River verläuft die US 3. Die parallel verlaufende Bahnstrecke ist nur noch für ein kurzes Stück in Betrieb. Dieses endet in Columbia Bridge.

## Sehenswürdigkeiten
- Wallace Farm (siehe Bild)
- Columbia Bridge (überdachte Brücke über den Connecticut River)
- Shrine of Our Lady of Grace (Marienschrein, seit 1922)